# Estatua ecuestre al general Franco en Valencia

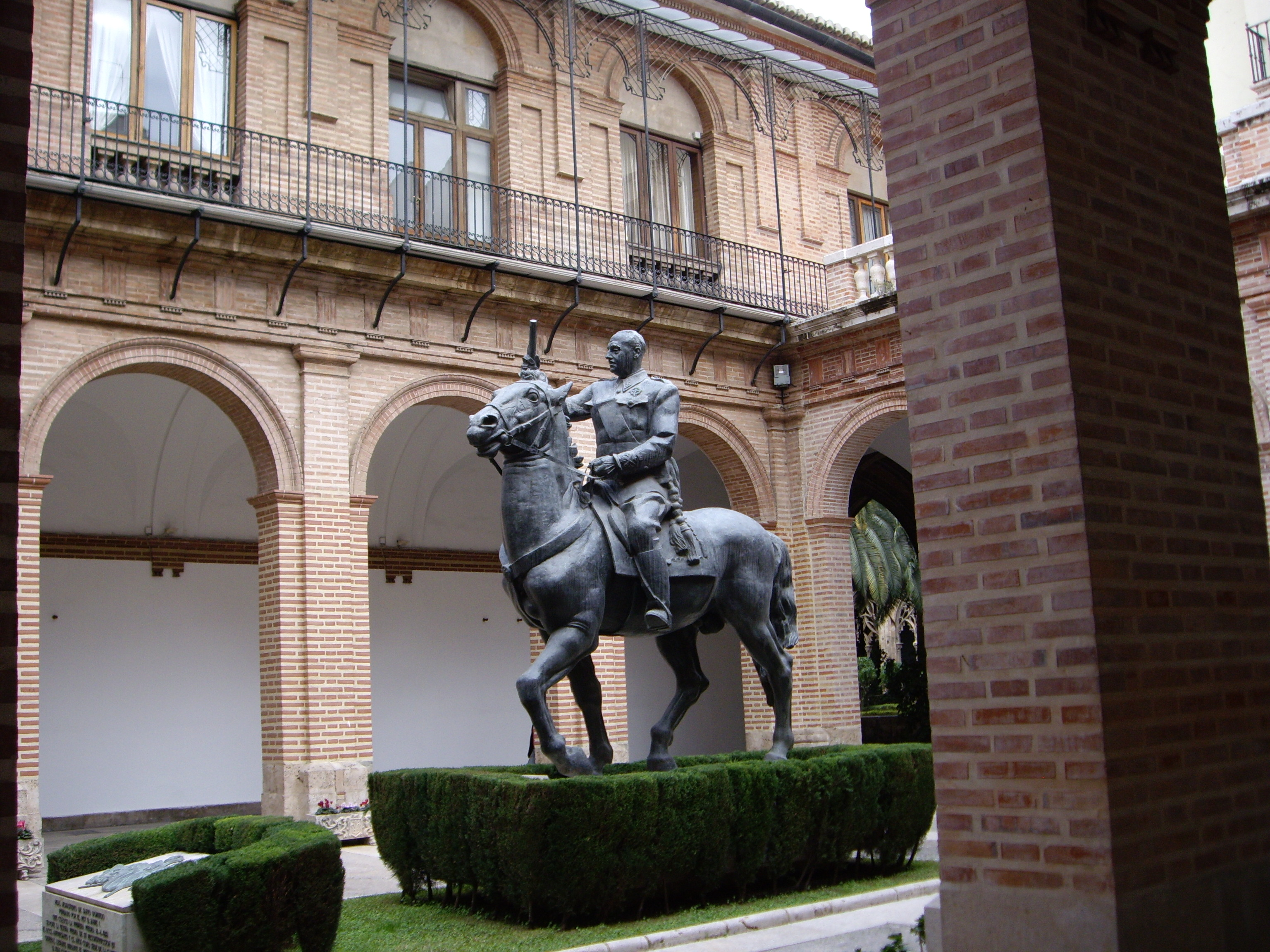
Estatua del general Franco en el convento de Santo Domingo (2007)

La estatua ecuestre al general Franco de Valencia fue un monumento realizado en 1964 por el escultor José Capuz en honor al que fuera jefe del Estado de España entre 1939 y 1975. Estuvo ubicada en la Plaza del Ayuntamiento de Valencia (en aquel entonces Plaza del Caudillo) hasta su retirada en 1983, cuando se trasladó al Convento de Santo Domingo (Capitanía General). En estas dependencias estuvo hasta 2010. Actualmente se encuentra en el acuartelamiento Jaime I de Bétera.

## Historia
El encargo de la estatua ecuestre fue realizado al escultor valenciano José Capuz, con motivo de los 25 años de la finalización de la Guerra Civil Española (XXV Años de Paz). Dicha estatua fue erigida en la Plaza del Caudillo, actual Plaza del Ayuntamiento.
El principio del fin de la retirada del monumento comenzó en 1979, cuando en un acuerdo municipal, del 27 de abril, se decidió la retirada de la vía pública de los símbolos y figuras de la etapa franquista. Posteriormente este acuerdo, de carácter general, se concretó mediante una moción aprobada por la comisión municipal de cultura el 11 de enero de 1980.
Finalmente fue en 1983 cuando se procedería a su retirada, siendo alcalde de la ciudad el socialista Ricardo Pérez Casado. Los trabajos para la retirada del monumento duraron casi once horas, desde las 4:15 hasta las 14:50.
Cabe decir que antes de su retirada de la plaza, a comienzos de 1977, hubo un intento, que no tuvo carácter oficial. Fue llevado a cabo por miembros del grupo terrorista FRAP, utilizando un camión y cuerdas metálicas, sin embargo, el monumento resistió más que las cuerdas, que terminaron partiéndose.
Posteriormente la estatua fue trasladada al Convento de Santo Domingo, sede de la Capitanía General de Valencia. Sin embargo, en 2010, en virtud de la Ley de Memoria de Histórica, fue retirada y llevada al acuartelamiento Jaime I de Bétera, donde se encuentra en la actualidad.

## Descripción
Se trata de una escultura en bronce a tamaño mayor que el natural, del general Franco a caballo y con el bastón de mando en la mano derecha. Es obra del escultor valenciano José Capuz Mamano. Es una copia de la misma que había en Nuevos Ministerios, Madrid.